# Robert de Cotte

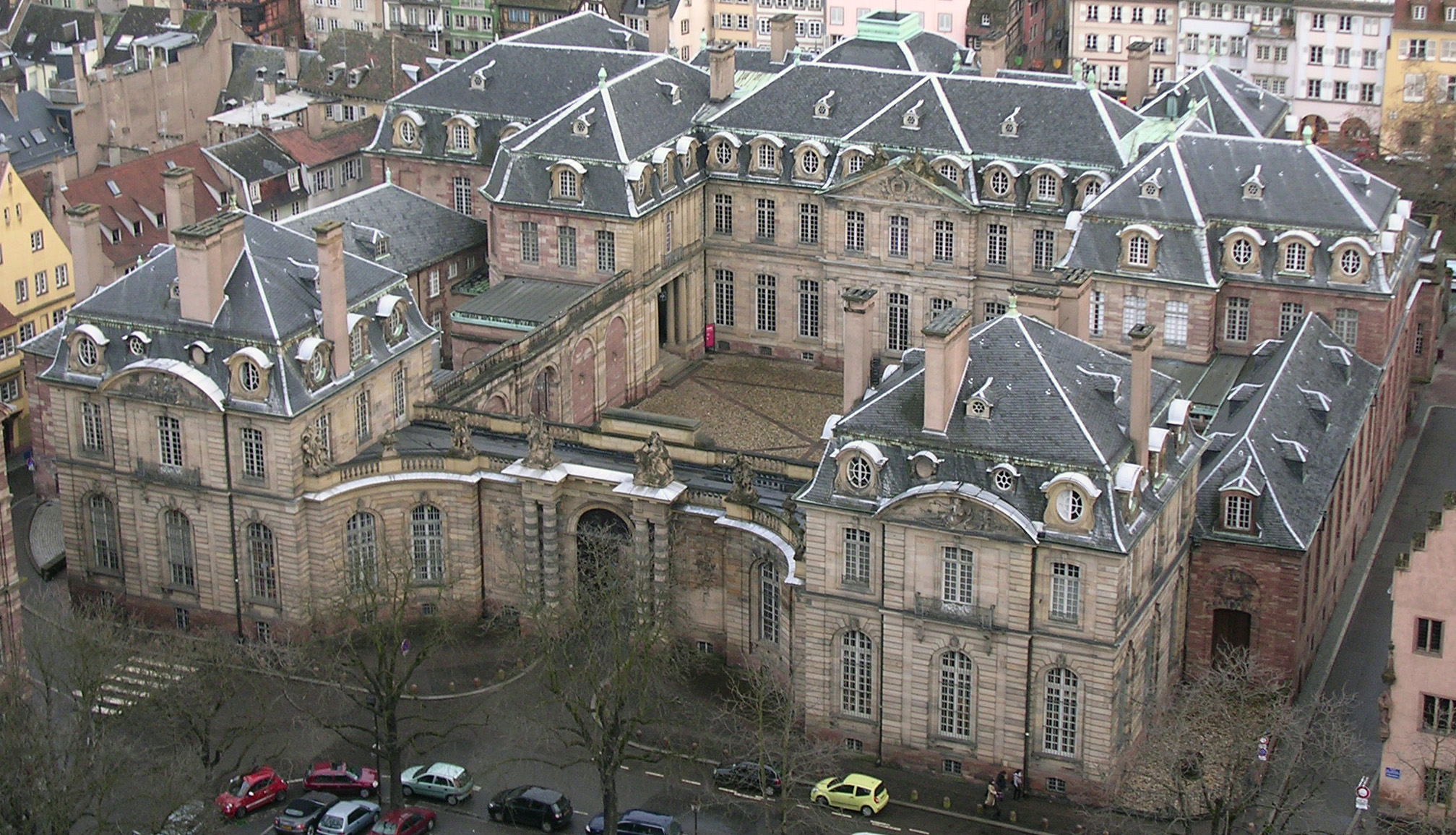
Palacio Rohan (Estrasburgo), para Armand Gaston Maximilien, príncipe de Rohan, obispo de Estrasburgo (diseñado en 1727-1728, construido en 1731-1742)

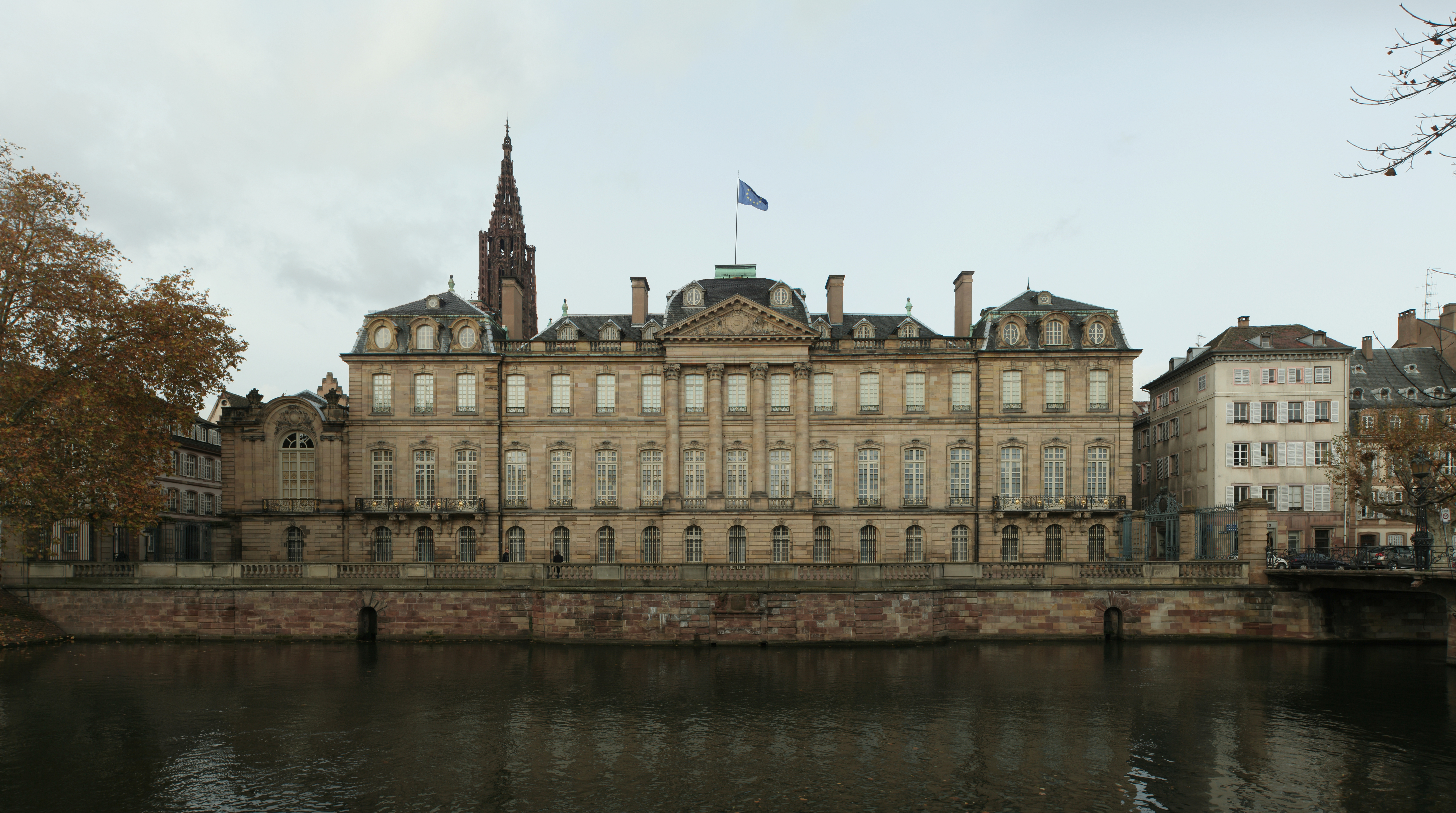
Fachada al río del palacio Rohan

Robert de Cotte (París, 1656 - Passý, 15 de julio de 1735) fue un arquitecto y administrador francés, arquitecto real desde 1699 bajo cuyo control se introdujeron las primeras notas que presagiaban el estilo rococó. Primero alumno de Jules Hardouin-Mansart, luego se convirtió en su cuñado y colaborador suyo. Después de la muerte de Hardouin-Mansart, de Cotte completó sus proyectos inconclusos, en particular la capilla real de Versalles y el Gran Trianón. Está considerado como uno de los grandes arquitectos de Francia. 
En 1687 entró en la Academia real de arquitectura y en 1708 fue designado primer arquitecto del rey y en director de la academia. Fue entonces cuando finalizó la capilla del Palacio de Versalles, inaugurada en 1719. Fue un gran constructor al que consultaban numerosos arquitectos europeos como Johann Balthasar Neumann para la residencia de Wurzburgo. También fue un gran decorador y sus edificios fueron tan valorados por su estilo como por su decoración. 
Contribuyó a la difusión de la arquitectura francesa por Europa, aunque pocas veces se desplazaba lejos de París. Una de sus grandes obras fue el Palacio de Thurn und Taxis (en Alemania), del que diseñó los planos. Ese palacio fue destruido durante la Segunda Guerra Mundial.
Murió en Passý (en el oeste de París), el 15 de julio de 1735.

## Biografía
Nacido en París, Robert de Cotte comenzó su carrera como contratista de albañilería, trabajando en importantes proyectos reales entre 1682 y 1685, cuando fue nombrado miembro de la Académie royale d'architecture  y arquitecto de la Corte, ocupando el tercer lugar en importancia después de François Dorbay, asistente poco reconocido de Mansart (Kimball, p. 36 y sig.). A su regreso a Francia después de una estancia de seis meses en Italia (1689-1690), en compañía de Jacques Gabriel, se convirtió en director de la Manufacture des Gobelins, donde se producían no solo los famosos tapices, sino también el mobiliario real. Incluso los diseños realizados bajo su dirección para las balaustradas de hierro forjado se encuentran entre los ocho volúmenes de dibujos para los Gobelinos, y de otros encargos públicos y privados, conservados en el Cabinet des Estampes, Bibliothèque Nationale. En 1699, cuando Mansart fue nombrado Surintendant des Bâtiments, un puesto que por lo demás estaba reservado invariablemente para un noble laico, de Cotte se convirtió en su segundo al mando en una función ejecutiva, encargado de supervisar todos los archivos de dibujos, las existencias de mármol y otros materiales, incluidos los de las manufacturas reales de los Gobelinos y Savonnerie, con la supervisión del proceso de licitación con los contratistas y el enlace con la Académie, de la que pasó a formar parte ese mismo año. Fiske Kimball, el cronista del rococó, señala que no hay dibujos sobrevivientes de De Cotte de ese período, ni del período posterior a la muerte de Mansart en mayo de 1708 (Kimball págs. 61, 78).
Desde 1708, Robert de Cotte fue Premier architecte du Roi y director de la Académie royale d'architecture. Estaba a cargo de los Bâtiments du Roi, que habían sido organizados por Hardouin-Mansart según el prototipo de todos los despachos de arquitectura moderna, donde se especializaban los roles de director, supervisor, inspector, arquitecto y dibujante, y las personalidades involucradas se sumergían bajo el égida del Premier Architecte (Kimball, p. 8). Los últimos años de Luis XIV no fueron, en general, períodos de intensa actividad en Versalles, donde la única gran empresa, que ya estaba en marcha en el momento de la adhesión de Cotte, fue la Capilla, terminada en 1710; Allí los diseños decorativos fueron en realidad obra de Pierre Lepautre, a quien Kimball caracterizó como el «padre del rococó».
De Cotte, con responsabilidades cada vez mayores en la Corte, también se ocupó de proyectos en París. Su nombre está inscrito en el primer borrador del proyecto final para la Place Vendôme (1699). De Cotte fue responsable del Hôtel de Pontchartrain (Chancellerie, 1703); su equipo estaba ocupado construyendo hôtels particuliers en París, en particular el Hôtel de Lude (1710, demolido), el Hôtel d'Estrées en la rue de Grenelle (1713, remodelado); los dibujos supervivientes para interiores son de la mano de Pierre Lepautre. De Cotte estaba a cargo del equipo que remodeló el Hôtel de Vrillière de François Mansart en 1714-1715 para el hijo legítimo de Luis XIV, el conde de Toulouse; las características sobresalientes fueron la gran escalera, en la que colaboraron varios escultores, y la Galería (1718-1719), sobre la que ha descansado la reputación de De Cotte y que sobrevive. Mariette atribuyó su diseño a François-Antoine Vassé, y Fiske Kimball, basándose en los dibujos preparatorios supervivientes, estuvo de acuerdo (Kimball, págs. 117-118).
Con la Régence durante la minoría de Luis XV, coincidiendo con la madurez de Cotte, el liderazgo artístico en Francia pasó sin problemas en 1715 de los Bâtiments du Roi al trabajo realizado por Gilles-Marie Oppenord para el regente, Felipe II de Orleans, en el Palais Royal de París. No se agregaron nuevos arquitectos a las listas de Bâtiments du Roi. De Cotte, uno de los arquitectos más destacados de Europa, atendido por un personal rigurosamente capacitado, era libre de aceptar encargos privados, asistido durante sus últimos años por su hijo Jules-Robert de Cotte (1683-1767). Balthasar Neumann, en París para consultarlo sobre las operaciones de construcción en la residencia de Wurzburgo, lo encontró a él y a su hijo tremendamente ocupados.
En este período, de Cotte fue responsable del Hôtel de Conti, rue de Bourbon (1716-1719, adquirido por el Louis-Auguste de Bourbon, duque de Maine; demolido) y del Hôtel de Bourvallais, Place Vendôme, ahora Ministerio de Justicia (Francia).
Fuera de Francia, el equipo de De Cotte recibió el encargo de que los proyectos fueran completados in situ por artesanos locales. En Bonn, su equipo fue empleado extensamente por el Elector de Colonia, para el diseño de su rural palacio Poppelsdorf (desde 1715) y la remodelación interior (1716-1717) de su Palacio Electoral urbano. La decoración del Cabinet des Glâces en este último palacio siguió los diseños de Oppenord que presentaban curvas inversas y guirnaldas aplicadas a superficies de espejo, una nueva característica. En el otoño de 1717 se le encargó una nueva ala llamada Buen Retiro.
Desde la España recién borbónica, la Marie Anne de La Trémoille, princesa de los Ursinos requirió su consejo sobre la remodelación de su castillo de Chanteloup cerca de Amboise (Neuman, p. 229, nota 4) y los aposentos de la reina del palacio real de Madrid. Se fabricó una habitación octogonal en París bajo la mirada de Cotte, 1713-1715, y se envió para su instalación en Madrid. En La Granja,  un ayudante de la oficina de Cotte, René Carlier, fue empleado en los diseños de los parterres (Kimball, p 124).  Para el cardenal de Rohan, de Cotte proporcionó las decoraciones para el castillo de Saverne en Alsacia (1721-1722; destruido por el fuego).
Con la muerte de Lepautre en 1716, De Cotte recurrió para la invención de los ornamentos al escultor François-Antoine Vassé, «responsable de todo lo que tiene un significado creativo en las obras posteriores de De Cotte, como lo había sido Lepautre en el período anterior» (Kimball pág 115). Murió en Passy (ahora parte de París).

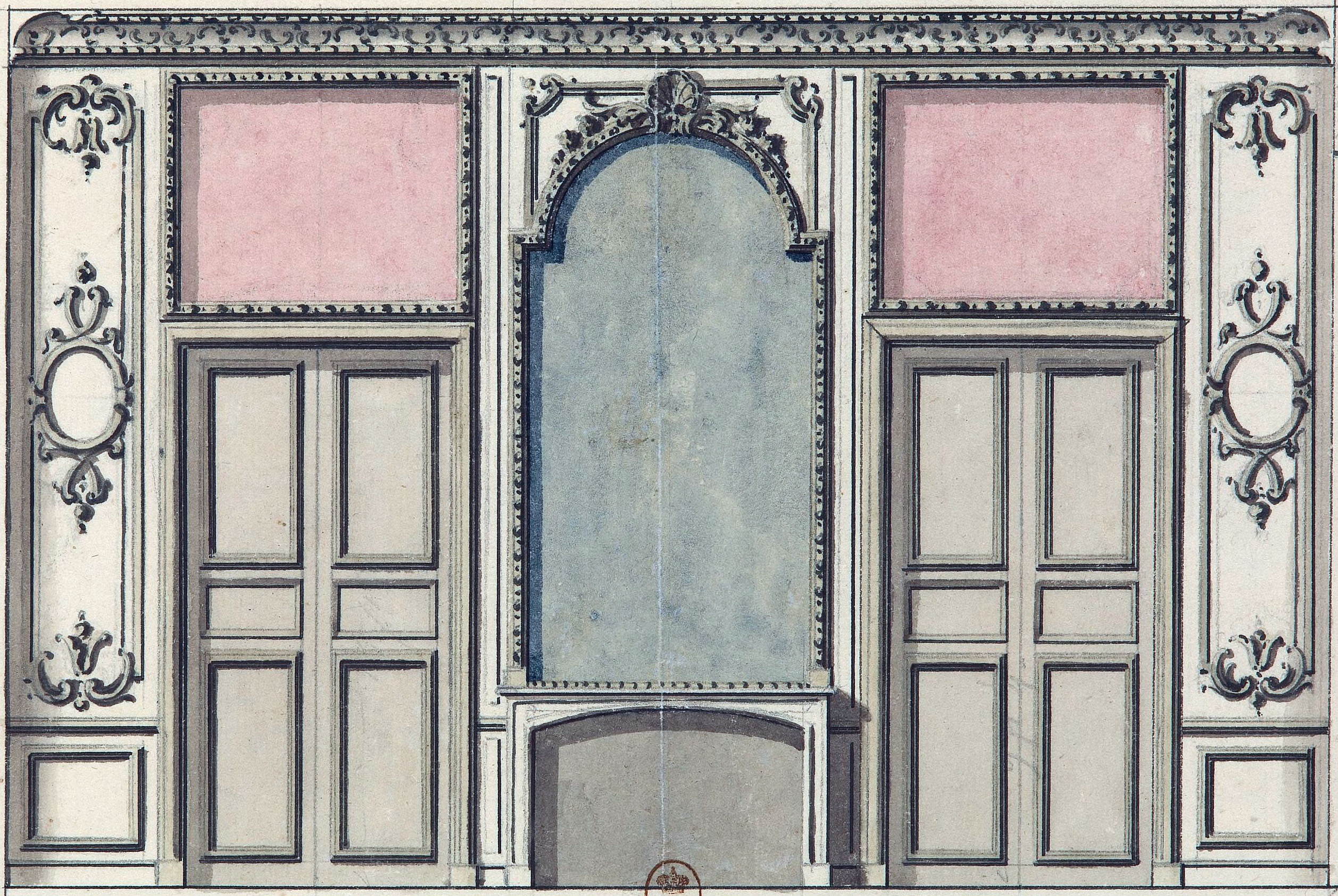
Diseños para el ala Buen Retiro del Palacio Electoral (Bonn, Alemania)
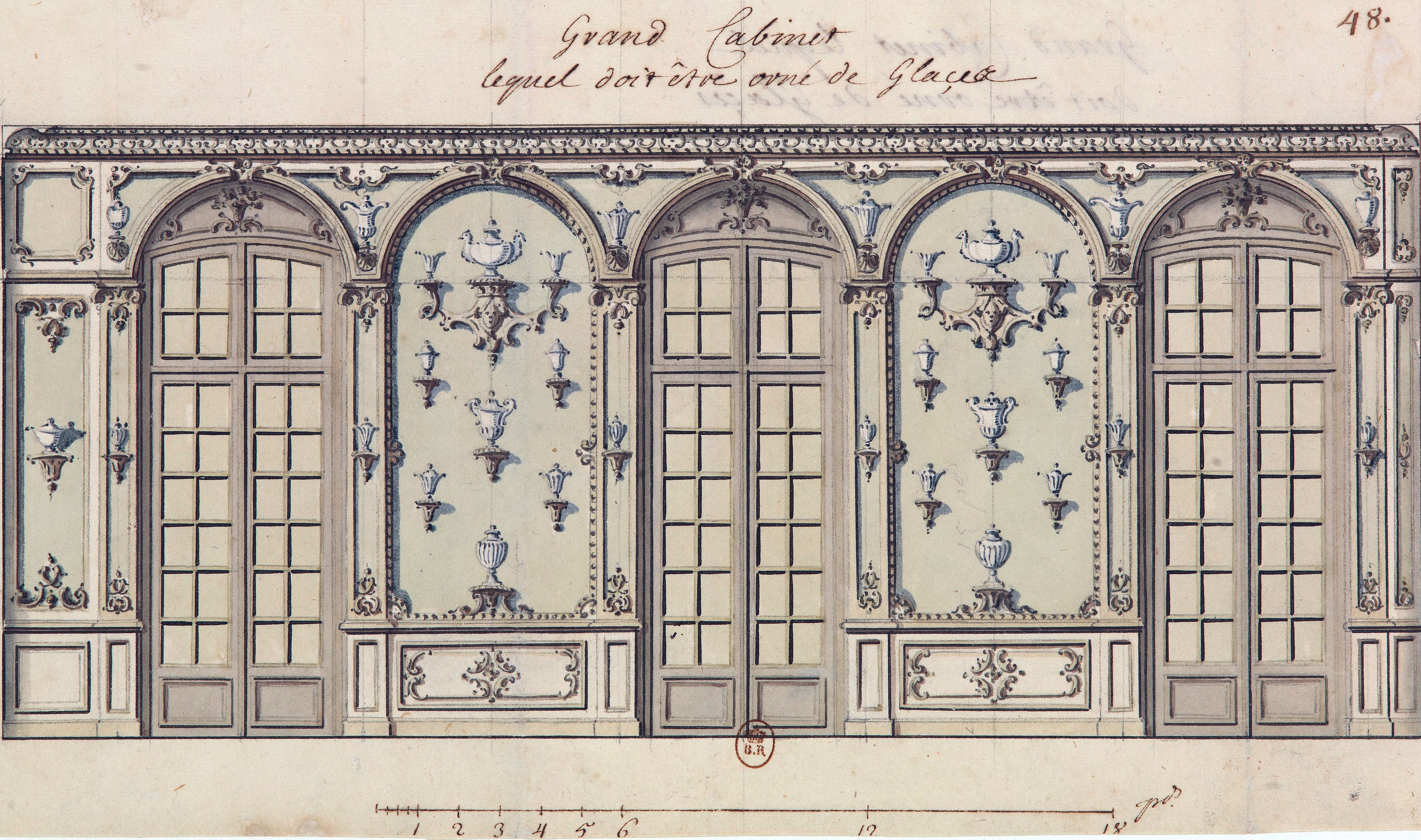
Gran gabinete (con espejos decorados)

## Obras
- 1683: Pabellón del gobernador de la machine de Marly o château de Madame du Barry en Louveciennes;
- 1669-1710: Modificación del Palacio de Tau, en Reims para darle su apariencia actual, con Jules Hardouin Mansart;
- 1685: Iglesia Saint-Charles-Borromée, Sedan;
- Hôtel du Lude, en París, rue Saint Dominique (destruido en 1861);
- 1701-?: Reconstrucción de la abadía de Saint-Denis. Se comenzó por la fachada oriental en 1701. El edificio forma parte hoy de la Maison d'éducation de la Légion d'honneur en Saint-Denis.
- 1710: Hôtel de Estrées, n.º 79 rue de Grenelle, París;
- 1715: Transformaciones del hôtel de La Vrillière, rue de la Vrillière, París, para el conde de Toulouse;
- 1713-1716: Contribuciones al hôtel de Mayenne;
- 1715-1723: Reforma del Palacio Electoral de Bonn;
- 1715: Proyecto del Castillo de Poppelsdorf en el distrito de Poppelsdorf, Bonn;
- 1715-1730: los Haras du Pin;
- 1717: Hôtel de Bourbon;
- Fuente de la Samaritana en el pont Neuf;
- 1719: Fuente del castillo de agua del Palais-Royal;
- 1719-1720: Palacio episcopal de Châlons-en-Champagne, planos del palacio que no fue nunca terminado;[13]
- 1719-1720: Modificaciones del Castillo de los Rohan de Saverne en palacio episcopal y diseñó del nuevo jardín;
- ca. 1720: Planos del hôtel de la Tour d'Aigues, dit de Caumont, 3 rue Joseph Cabassol, Aix-en-Provence.
- 1728-1741: Palacio episcopal de Estrasburgo;
- 1753-1763: Palacio episcopal de Verdún;
- Decoración para el coro de la catedral Notre Dame de París;
- Palacios de Augustusburg y Falkenlust en Brühl;
- Diseño de la Grand Gallery del Nuevo Palacio de Schleissheim, cerca de Múnich;
- Planos del castillo de Rivoli, en Italia;
- Planos del pabellón de caza de la Vénerie, cerca de Turín;
- Restauración del ayuntamiento de Lyon;
- Acondicionamiento de la place Bellecour;
- Da los planos de la iglesia de la abadía cisterciense de Prières en Billiers (56) construida de 1716 a 1723. (parcialmente destruida)